# Mayot
Mayot is een gemeente in het Franse departement Aisne (regio Hauts-de-France) en telt 176 inwoners (1999). De plaats maakt deel uit van het arrondissement Laon.
Na de gemeenteraadsverkiezingen van 1945, de eerste waarbij vrouwen kiesrecht hadden, werd Marcelle Penasse burgemeester als een van de eersten van Frankrijk.

## Geografie
De oppervlakte van Mayot bedraagt 3,4 km², de bevolkingsdichtheid is 51,8 inwoners per km².
De onderstaande kaart toont de ligging van Mayot met de belangrijkste infrastructuur en aangrenzende gemeenten.

## Demografie
Onderstaande figuur toont het verloop van het inwonertal (bron: INSEE-tellingen).
Vanwege een beveiligingsprobleem met de MediaWiki Graph-software is het momenteel niet mogelijk deze grafiek weer te geven. Zodra de software is bijgewerkt zal de grafiek vanzelf weer zichtbaar worden.